# Stadtmobil
Stadtmobil — транспортная компания в Германии, фактически это группа из семи региональных компаний с общим брендом, общим маркетингом, общим веб-сайтом, системой бронирования и общей разработкой программного обеспечения и технологий доступа к автомобилям.
Группа была образована в 1999 году компаниями по производству автомобилей в Карлсруэ, Рейн-Неккаре и Штутгарте. Позднее к группе присоединилась компания в Ганновере. Региональные компании в районе Рейн-Майн (вокруг Франкфурта), Берлине и Рейн-Рурской агломерации были созданы из данной группы. Штадтмобиль является членом Bundesverband CarSharing e.V. (bcs), отраслевой ассоциации традиционных автомобильных компаний Германии.
Stadtmobil является крупнейшей организацией по разделению автомобилей среди членов bcs с 1800 автомобилями на 800 станциях и 38 000 поклонников. Компания утверждает, что является лидером рынка совместного использования автомобилей в Германии, благодаря достижению в 2010 году оборота в 10 миллионов евро с 1500 автомобилями.
Семь региональных компаний Stadtmobil предлагают свои собственные тарифы, взимая плату за часы и километры, в зависимости от типа автомобиля: от «мини» до «комфорт» и «автобус» или «транспортер». Различные тарифные модели предлагаются с низкой месячной подпиской, но с более высокой платой за использование по сравнению с более высокой месячной подпиской с более низкой платой за использование. В некоторых регионах, таких как Рейн-Майн, компания также предлагает специальный тариф для обладателей годового пропуска регионального органа общественного транспорта.
Штадтмобиль сотрудничает с Cambio CarSharing и пятью другими местными организациями по обмену автомобилями, предлагающими перекрестное бронирование автомобилей на станциях других компаний с использованием их соответствующего идентификатора пользователя и карты доступа из их «домашней» организации на станциях и автомобилей другой организации. Действуют местные тарифы «домашней» организации, а счета выставляются счетами «домашней» организации.
Автомобили расположены в фиксированных местах, где их нужно забрать и вернуть обратно. Доступ к автомобилям осуществляется либо через ящики для ключей, либо напрямую через компьютеры в автомобилях. RFID-карты служат для открытия ящиков с ключами или автомобильных дверей. Владельцы годового пропуска Rhein-Main Verkehrsverbund на основе RFID скоро смогут использовать эту карту для получения доступа к автомобилю или ключу от машины.
В то время как мойка авто и техническое обслуживание выполняются сотрудниками компании, клиентов просят содержать автомобили в чистоте и заполнять топливный бак самим. Топливная карта находится в автомобиле и позволяет покупать топливо без наличных на станциях некоторых обозначенных марок топлива. Автомобиль не заводится без топливной карты, подключенной к кард-ридеру автомобильного компьютера.